# Pinus echinata
Pinus echinata Mill. – gatunek drzewa iglastego z rodziny sosnowatych (Pinaceae). P. echinata występuje na południowym wschodzie Ameryki Północnej, na terenie USA. Jest sosną dwuigielną o zmiennym pokroju, rosnącą najczęściej na wyżynach w stosunkowo suchych lasach. Naturalnie krzyżuje się z sosną taeda i sosną smołową. Największym zagrożeniem tej sosny jest choroba wywoływana przez lęgniowca z gatunku Phytophthora cinnamomi.

## Rozmieszczenie geograficzne
Gatunek występuje na wschodzie i południu USA, w stanach: Nowy Jork, Pensylwania, Ohio, Illinois, Arkansas, Missouri, Kentucky, Tennessee, Wirginia Zachodnia, Maryland, Delaware, Wirginia, Karolina Północna, Karolina Południowa, Georgia, Floryda, Alabama, Missisipi, Luizjana, Oklahoma, Teksas).
Gatunek ten ma największy zasięg występowania spośród sosen rosnących w południowo-wschodnich USA. W 1915 r. raportowano, że rośnie w 24 stanach, w 1990 r. w 22.

## Morfologia
PokrójDrzewo o zmiennym pokroju – bywa wyprostowane lub krzywe z nieregularną koroną. Typowa korona drzewa zaokrąglona do stożkowatej.
PieńOsiąga 40 m wysokości i 1,2 m średnicy. Kora czerwono-brązowa, łuszcząca się płatami, z widocznymi pęcherzami żywicznymi, w górnej części pnia szorstka. Gałęzie rozpościerające się. Dwuletnie gałązki o średnicy do 5 mm są wiotkie, szarobrązowe do czerwonobrązowych, z wiekiem szarzeją, stają się chropawe i łamliwe poniżej ulistnionych części.
LiścieIgły zebrane po 2 na krótkopędzie, czasem po 3. Osiągają (5) 7–11 (13) cm długości i 1 mm średnicy. Proste, lekko skręcone, szarozielone do żółtozielonych. Na wszystkich powierzchniach liścia widoczne rzędy aparatów szparkowych. Brzegi liścia drobnoząbkowane, wierzchołek ostry. Pochwa liściowa 0,5–1 (1,5) cm, trwała. Pąki jajowate do cylindrycznych, żywiczne, długości 0,5–0,7 (1) cm.
SzyszkiSzyszki męskie cylindryczne, żółte do blado purpurowo-zielonych, o długości 15–20 mm. W czasie pylenia brązowe lub jasnobrązowe. Szyszki nasienne symetryczne, przed otwarciem wąsko jajowate, po otwarciu jajowato-stożkowate, długości 4–6 (7) cm. Początkowo czerwono-brązowe, z wiekiem szarzeją. Występują pojedynczo lub w skupiskach. Prawie siedzące lub osadzone na szypułkach o długości do 1 cm. Tarczki łusek nasiennych z centralnym  wyrostkiem (piramidką). Wyrostek zakończony ostrym kolcem (wydłużony i smukły do krótkiego i grubego). Nasiona długości ok. 6 mm, szare do prawie czarnych, opatrzone skrzydełkiem o długości 12–16 mm.

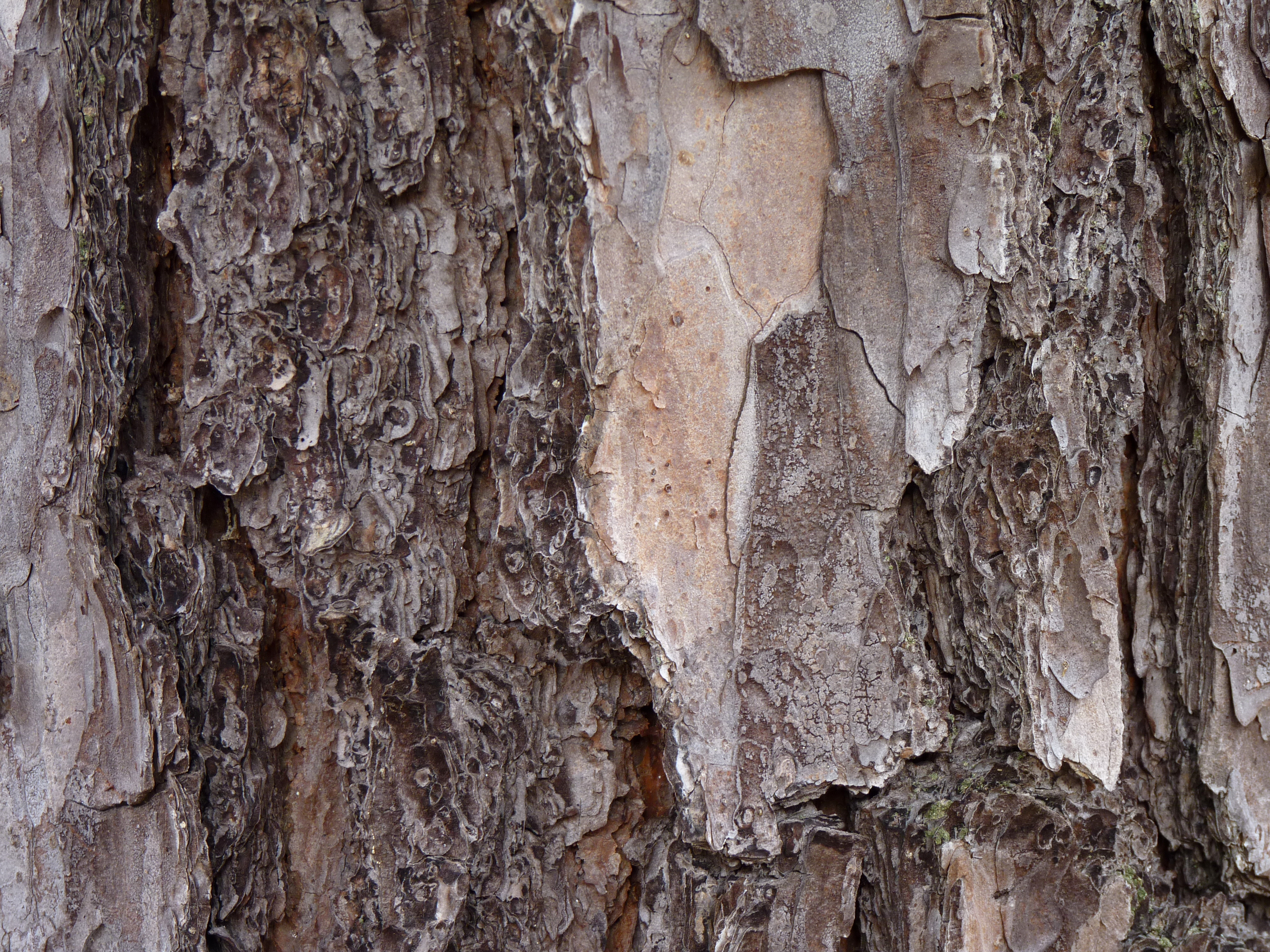
Kora
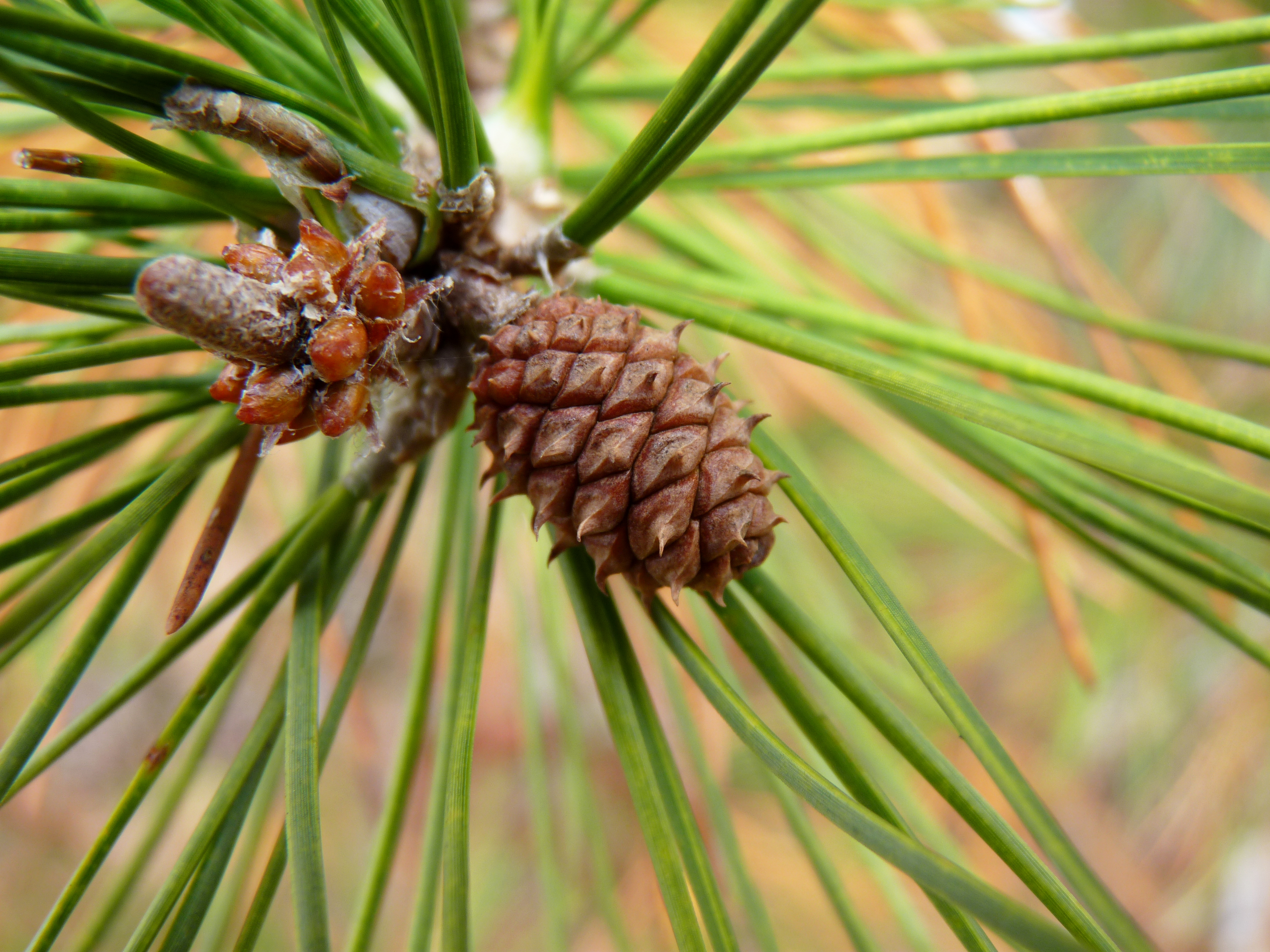
Liście i młoda szyszka żeńska
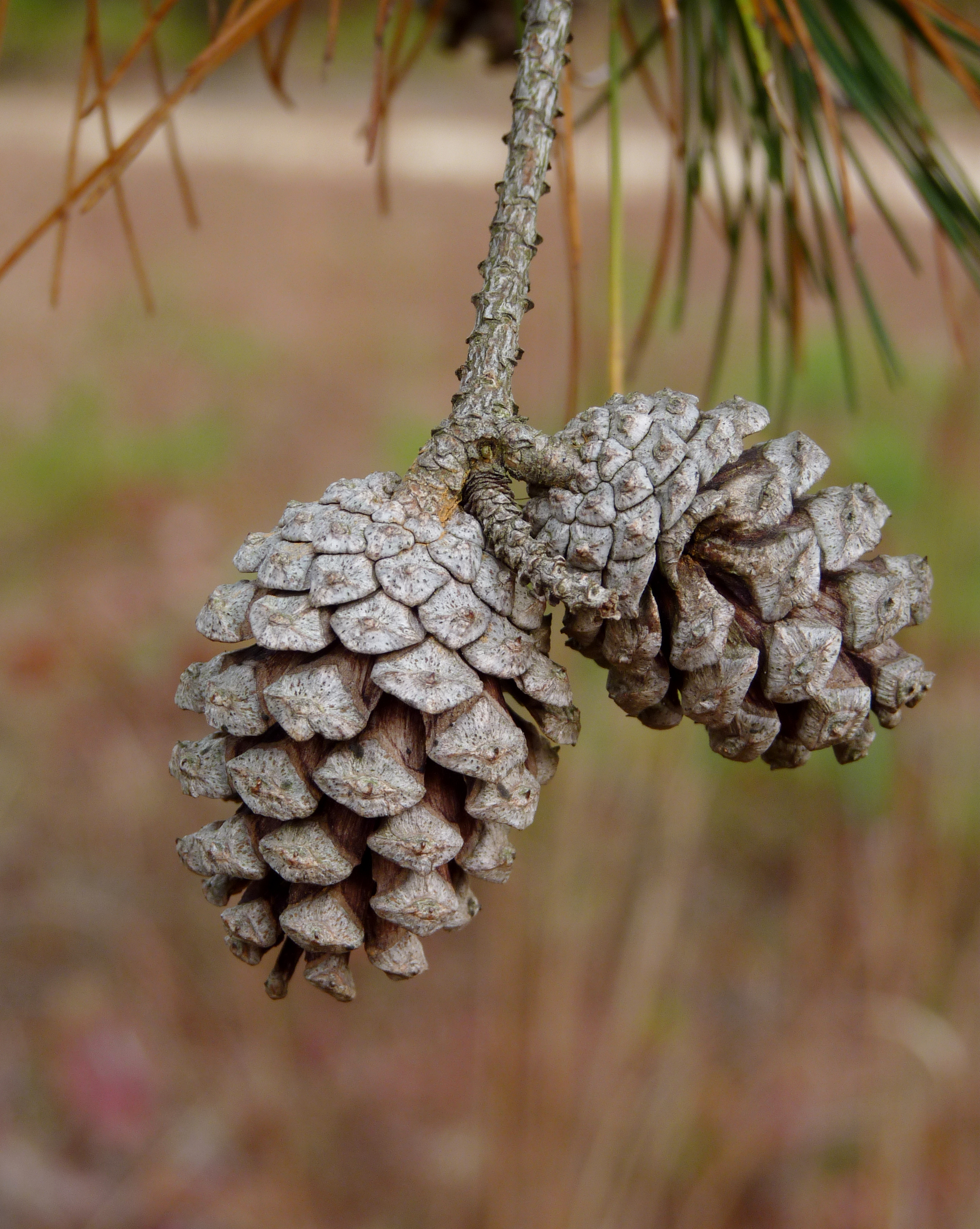
Szyszki nasienne

Gatunki podobneSpośród kilku podobnych gatunków wyróżnia się małymi szyszkami, często rosnącymi w skupiskach i występowaniem 3 igieł na krótkopędzie. Od P. virginiana odróżnia się dłuższymi igłami, kruchymi gałązkami i większą wysokością. Od P. glabra odróżnia się szorstką korą w górnych partiach pnia.

## Biologia
Gatunek jednopienny. Męskie i żeńskie szyszki pojawiają się od końca marca na południowo-zachodnich krańcach zasięgu do końca kwietnia na północnym wschodzie. Męskie szyszki wyrastają na spodniej stronie młodych pędów, przeważnie na starszych gałęziach w dolnej części korony. Szyszki żeńskie wyrastają na pędach zimowych, wkrótce po pojawieniu się męskich. Po zapyleniu łuski szyszek zamykają się. Do zapłodnienia dochodzi wczesną wiosną następnego okresu wegetacyjnego.
Szyszki nasienne dojrzewają późnym latem lub wczesną jesienią drugiego roku, po czym otwierają się i uwalniają nasiona. Do wysypu nasion dochodzi przeważnie na przełomie października i listopada, przy czym 90% nasion spada w przeciągu 2 miesięcy od osiągnięcia dojrzałości. Część nasion spada dopiero w kwietniu kolejnego roku. Nasiona zaopatrzone w skrzydełka roznoszone są przez wiatr (anemochoria) na niewielkie odległości – ok. 20–50 m od macierzystego drzewa. Puste szyszki często pozostają na drzewie przez kilka lat.
Sosna ta zazwyczaj wydaje nasiona po osiągnięciu 20 lat, chociaż kwitnąć może już wcześniej. Obfite plony dają przeważnie drzewa, których pnie osiągnęły 30 cm średnicy. Dobre lub obfite plony pojawiają się co 3–10 lat na północnym wschodzie i co 3–6 lat na południu zasięgu. Pojedyncza szyszka produkuje ok. 25–38 nasion.
Nasiona P. echinata zimujące w gruncie poddane są naturalnej stratyfikacji i wczesną wiosną następuje kiełkowanie epigeiczne. Siewki rosną powoli, ponieważ system korzeniowy rozwija się w ciągu 1–2 lat od wykiełkowania. Siewki mogą wytworzyć korzeń palowy we wczesnej fazie rozwoju, jednak na obszarze występowania warunki glebowe nie sprzyjają jego powstawaniu (m.in. skaliste podłoże). Korzenie boczne rosną blisko powierzchni gruntu, w większości na głębokości do 46 cm, rzadko sięgają głębiej niż 102 cm.
Wiosenne pędy wytwarzają kilka okółków. Kora wykształca się wcześnie. Igły pozostają na drzewie przez 3–5 lat. Zewnętrzne ściany endodermy liści są cienkie. W liściu znajdują się dwa główne przewody żywiczne (środkowe), czasem dodatkowo 1–3 małe kanały (środkowe lub wewnętrzne).
Liczba chromosomów 2n = 24.

## Ekologia

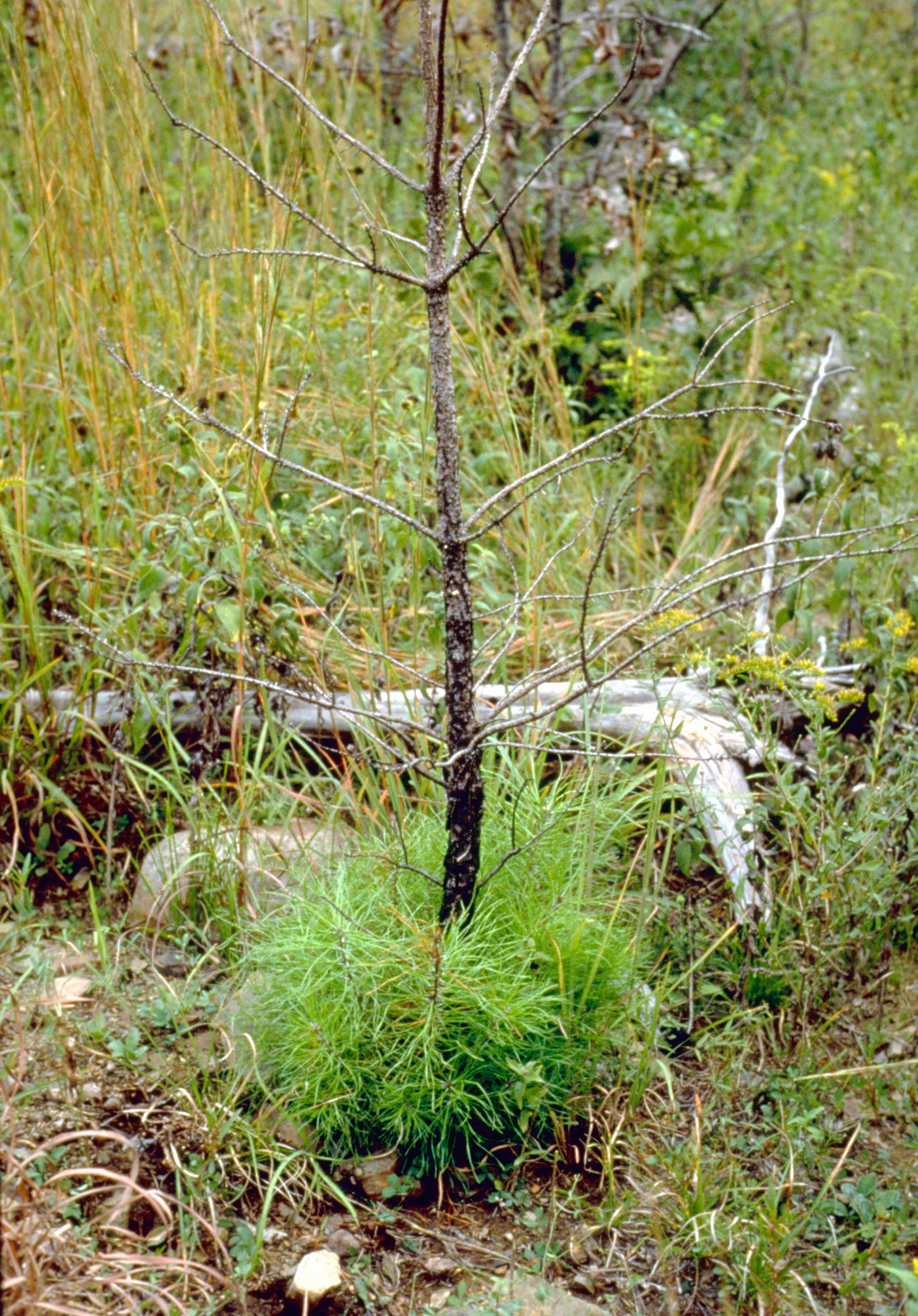
Młoda P. echinata odrastająca po pożarze.

Sosna ta występuje zazwyczaj na wyżynach, w stosunkowo suchych lasach, na wysokościach 200–610 m n.p.m. Skrajne wysokości osiągane przez ten gatunek to 3 m n.p.m. na południu New Jersey i 910 m w Appalachach. Przeważnie tworzy mieszane stanowiska z Pinus taeda. Towarzyszą jej także  P. elliottii, P. glabra, P. palustris i P. serotina. Występuje również jako niewielki składnik wielu lasów w obrębie swojego zasięgu, m.in. z dominacją P. strobus, P. rigida, P. palustris, P. virginiana, P. taeda oraz dębów. W poszyciu gatunkowi temu powszechnie towarzyszą m.in. borówki (Vaccinium spp.), wiciokrzew japoński (Lonicera japonica), kolcorośl (Smilax spp.), winobluszcz pięciolistkowy (Parthenocissus inserata) czy Toxicodendron radicans.
Sosna ta toleruje szeroki wachlarz gleb i warunków siedliskowych, z wyjątkiem zacienienia. W początkowych latach ma tendencję do wzrostu wolniejszego niż pozostałe sosny z tego obszaru. Wolniejszy wzrost w warunkach silnej konkurencji sprawia, że siewki obumierają lub słabo rosną.
Pinus echinata jest w stosunkowo odporna na ogień, jednak pożary lasu mogą zniszczyć młode drzewka. Korony młodych okazów ulegają zazwyczaj zniszczeniu, ale drzewo wypuszcza nowe pędy z ocalałej podstawy pnia. Również duże drzewa mogą obumierać w wyniku pożaru, jeśli temperatury u podstawy pnia są bardzo wysokie. Drzewa uszkodzone podczas pożaru są bardziej podatne na choroby i szkodniki.
Sosny tego gatunku uznaje się za odporne na działanie wiatru, chociaż mogą ulegać wywrotom w miejscach, gdzie wykształciły płytki system korzeniowy. Bardziej podatne są na uszkodzenia spowodowane śniegiem (śniegołom).
Nasiona stanowią pożywienie ptaków i małych ssaków, w tym gryzoni i wiewiórek.

## Systematyka i zmienność
Pozycja gatunku w obrębie rodzaju Pinus:
- podrodzaj Pinus
  - sekcja Trifoliae
    - podsekcja Australes
      - gatunek P. echinata

Pinus echinata tworzy naturalne hybrydy z P. taeda, przy czym mieszańce zwykle bardziej przypominają P. echinata. Krzyżuje się także z P. rigida.

## Zagrożenia
Międzynarodowa organizacja IUCN umieściła ten gatunek w Czerwonej księdze gatunków zagrożonych, ale przyznała mu kategorię zagrożenia LC (least concern), uznając go za gatunek najmniejszej troski, o niskim ryzyku wymarcia. Klasyfikację tę utrzymano w kolejnym wydaniu księgi w 2013 roku.

## Choroby i szkodniki
Choroby

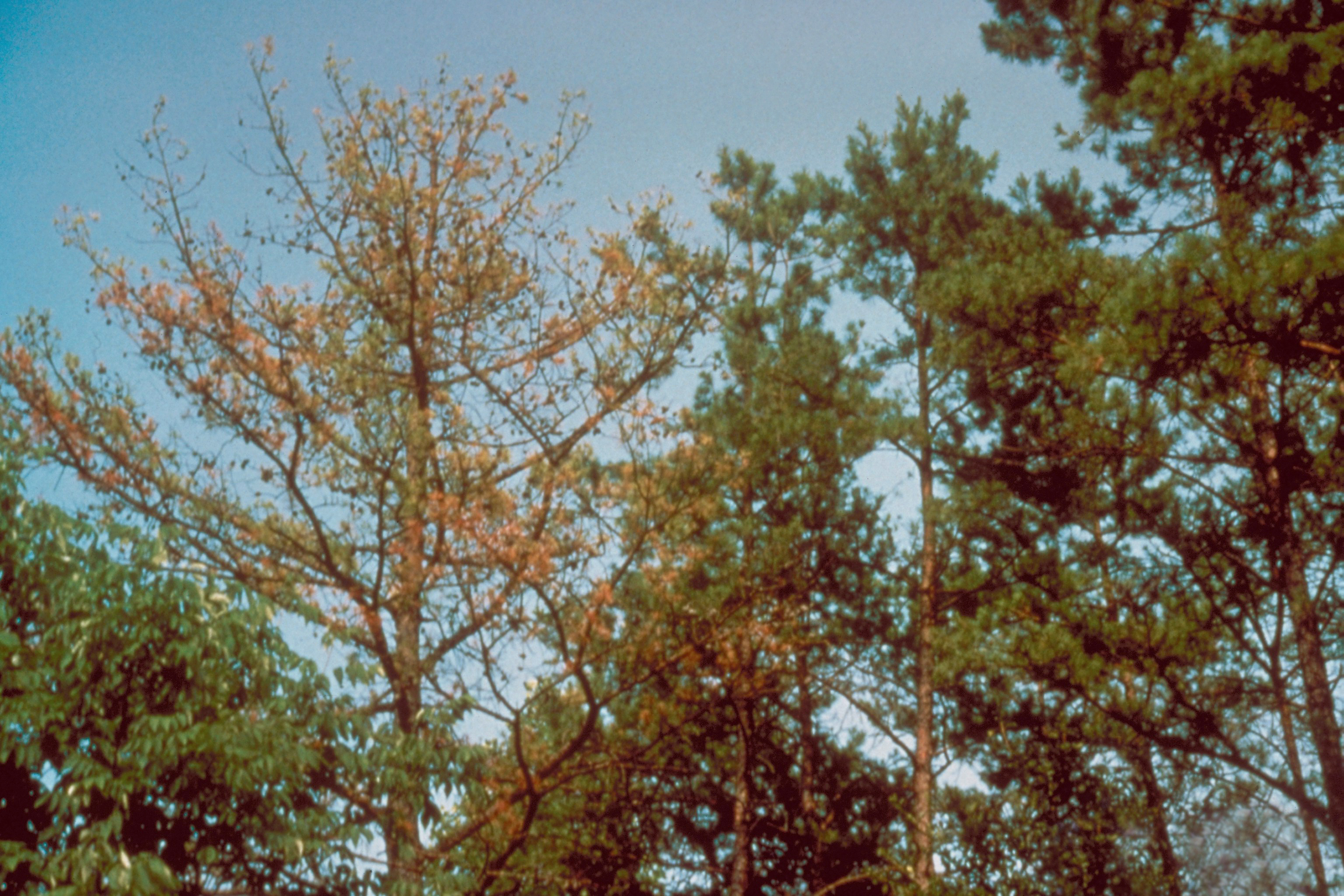
Z lewej: P. echinata zniszczona przez Phytophthora cinnamomi. Z prawej: zdrowe drzewa.

- Największym zagrożeniem P. echinata jest fytoftoroza drzew wywoływana przez lęgniowca z gatunku Phytophthora cinnamomi[7]. Symptomami choroby są: żółknące i opadające igły, przerzedzanie się korony zaczynając od dolnych partii, odbarwione i krótsze niż normalnie nowe igły, silnie ograniczony wzrost drzewa. Drzewa obumierają średnio po 6 latach od wystąpienia pierwszych objawów[13].
- Drzewo jest średnio podatne na białą zgniliznę, powodowaną przez Heterobasidion annosum.
- Sosnę tę atakuje także czyreń sosnowy (Phellinus pini) wywołujący zgniliznę białą jamkowatą sosny (in. huba sosny). Porażane są zwykle starsze drzewa, rzadko okazy w wieku poniżej 80 lat.

Szkodniki
- Rhyacionia frustrana – gatunek motyla, którego larwy żerują na młodych pędach i pąkach młodych drzew. Uszkodzone pędy zasychają.
- Neodiprion lecontei – owad z rodziny borecznikowatych, uważany za jeden z największych szkodników, przy czym P. echinata jest jedną z jego preferowanych roślin żywicielskich.
- Szeliniak Hylobius pales i Pachylobius picivorus to dwa najgroźniejsze dla sadzonek P. echinata gatunki chrząszczy z rodziny ryjkowcowatych.
- Dendroctonus frontalis – owad z podrodziny kornikowatych, sporadycznie powoduje wielkie straty w drzewostanie.
- Ips spp. i Dendroctonus terebrans – szkodzą drzewom zwłaszcza podczas dotkliwych suszy.

## Zastosowanie
Pinus echinata jest jednym z czterech najważniejszych gospodarczo drzew iglastych w południowo-wschodnich Stanach Zjednoczonych. Gatunek ceniony jako źródło drewna, w tym papierówki, z której otrzymywana jest miazga drzewna do wyrobu papieru. Drewno intensywnie wykorzystywane do prac konstrukcyjnych i do produkcji sklejki.
Gatunek był uprawiany powszechnie w stanie Missisipi na zerodowanych obszarach poddawanych rekultywacji.